# Porterbrook
Porterbrook Leasing Company Ltd mit Sitz in Derby (Derbyshire) ist eine der drei großen Leasinggesellschaften für Eisenbahnfahrzeuge in Großbritannien, die als Teil der Privatisierung der British Rail im Jahr 1996 die Lokomotiven, Eisenbahnwagen, und Triebzüge übernommen haben und an die Eisenbahnverkehrsunternehmen vermieten (sogenannte rolling stock companies oder Roscos).
Porterbrook war von 2000 bis 2008 eine hundertprozentige Tochter der Bank Abbey National; nach dem Kauf von Abbey National durch die spanische Banco Santander wurde das Unternehmen von einem Konsortium von Finanzinvestoren (darunter Antin Infrastructure, Deutsche Bank und OP Trust) übernommen.